# Linha oblíqua
A Linha oblíqua é uma estrutura anatômica localizada na porção mais inferior do processo coronóide, bem próxima à distal dos terceiros molares.
Nela se inserem alguns músculos da expressão facial, como o abaixador do lábio inferior e o abaixador do ângulo da boca.
Também chamada de linha oblíqua externa, nome desatualizado. Usava-se externa porque a hoje chamada linha milo-hióidea chamava-se linha oblíqua interna. Como esta estrutura mudou de nome, não havia mais a necessidade de se usar externa como complemento ao nome.